# 마음, 기계 및 괴델
〈마음, 기계 및 괴델〉(Mind, Machines and Gödel)은 J. R. 루카스(Lucas)에 의한 1959년 철학 논문인데 여기서 그는 인간인 수학자를 알고리즘 자동기계로는 정확하게 나타낼 수 없다고 주장하고 있다. 그는 괴델의 불완전성 정리에 기초하여 이러한 자동 기계가 증명할 수는 없지만 인간 수학자는 사실로 인지하여 증명할 수 있는 수학적 공식들이 있을 것으로 주장하고 있다.
이 논문은 기계론(mechanism)에 대한 괴델식 논증이다.
루카스는 이 논문을 1959년 옥스포드 철학 학회(Oxford Philosophical Society)에 발표했다. 1961년 Philosophy, XXXVI에 처음 발간된 후, The Modeling of Mind, Kenneth M. Sayre and Frederick J. Crosson, eds., Notre Dame Press, 1963 및 Minds and Machines, ed. 앨런 로스 앤더슨, 프렌티스 홀, 1964, ISBN 0-13-583393-0로 재출간되었다.

## 같이 보기
- 인공 지능
- 인공 지능의 철학